# 布里永 (洛泽尔省)
布里永（法語：Brion，法語發音：[bʁijɔ̃] ⓘ）是法国洛泽尔省的一个市镇，属于芒德区。

## 地理
布里永（44°45'16"N, 3°4'15"E）面积22.11 平方千米，位于法国奧克西塔尼大區洛泽尔省，该省份为法国南部内陆省份，北起上盧瓦爾省和康塔爾省，西接阿韦龙省，南至加尔省，东临阿尔代什省。
与布里永接壤的市镇（或旧市镇、城区）包括：圣雷米德绍德赛格、绍沙耶、圣洛朗德韦雷斯、拉法日蒙蒂韦尔努、纳斯比纳勒、勒库勒多布拉克、格朗瓦勒、普兰叙埃若勒-马尔布宗。

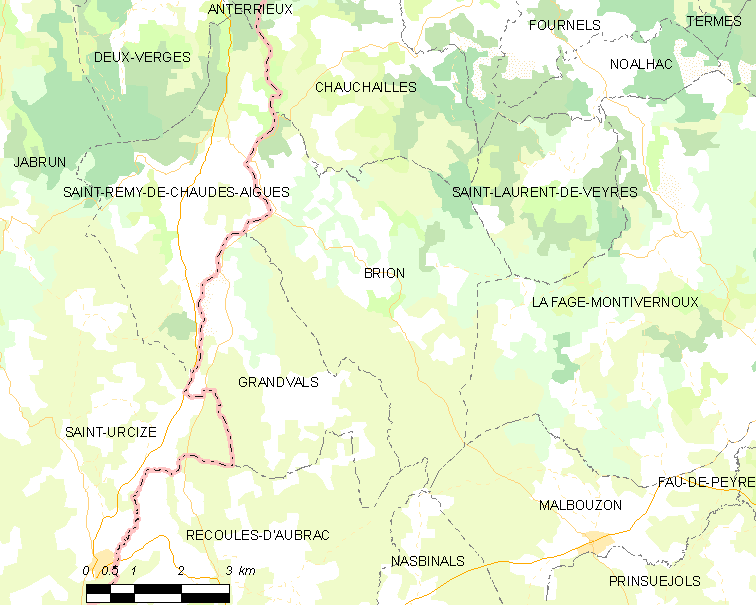
的OSM定位图

布里永的时区为UTC+01:00、UTC+02:00（夏令时）。

## 行政
布里永的邮政编码为48310，INSEE市镇编码为48031。

## 政治
布里永所属的省级选区为欧布拉克地区佩尔县。

## 人口

1962-2008年间人口变化图示

布里永于2022年1月1日时的人口数量为86人。